# Phalanger rothsschildi
El cuscús de Obi (Phalanger rothschildi) es un mamífero marsupial poco investigado de la familia de los marsupiales trepadores. Es endémico de las islas Obi en las Molucas del Norte. El epíteto de especie honra al zoólogo británico Walter Rothschild, quien concedió permiso a Oldfield Thomas para describir el espécimen tipo de su colección privada .

## Descripción
El cuscus de Obi alcanza una longitud de cabeza y cuerpo de 36 a 39 cm, una longitud de cola de 33 a 33,5 cm y un peso de 1,1 a 1,4 kg. La longitud condilobasal del cráneo es de 65 a 69 mm. El cráneo del cuscus Obi es similar a los del cuscus de las Molucas (Phalanger ornatus) y al cuscus Gebe (Phalanger alexandrae). Tiene un diastema pronunciado entre los incisivos y el canino. Es más pequeño que el cráneo de especies relacionadas y tiene dientes más pequeños. Hay dos formas de color del cuscus Obi, una con pelaje marrón anaranjado y otra con pelaje posterior gris y pelaje inferior oscuro. El peritoneo es de color blanquecino a amarillo. Una franja dorsal oscura va desde la cabeza hasta la mitad de la espalda o hasta la grupa.

## Distribución y hábitat
El cuscus Obi habita en bosques primarios y nuevos crecimientos en las islas Obi: Obi, Bisa y Obilatu.

## Comportamiento reproductivo
Durante estudios de campo en Obi y Bisa en enero de 1991, los zoólogos Tim Flannery y Bapak Boeadi encontraron cuatro hembras con una cría cada una. Los embriones medían como máximo 2 cm de largo y pesaban hasta 99 g.

## Ecología
Hasta el momento se sabe poco sobre su forma de vida. El cuscus Obi es nocturno y pasa el día escondido en el dosel. Al igual que otras especies de cuscus, la dieta probablemente consiste en hojas y frutos. Se descubrieron nueces masticadas debajo de un gran árbol frutal del género Lithocarpus, que servía de lugar de alimentación para el cuscus Obi.

## Estado de conservación
El cuscus Obi está clasificado como “ preocupación menor ” por la UICN. Aunque el área de distribución del Obi cuscus es relativamente pequeña, menos de 3.000 km2 , se considera que la especie es relativamente insensible a los cambios de hábitat y su población se considera estable.